# قایق اژدر افکن تیپ ۳۵
قایق اژدرافکن تیپ ۳۵ (به انگلیسی: Type 35 torpedo boat) یک قایق اژدرافکن آلمان نازی و اتحاد شوروی که طول آن ۸۴٫۳ فوت (۲۵٫۷ متر)، پهنایش ۸٫۶۲ فوت (۲٫۶۳ متر)، آبخورش ۲٫۸۳ فوت (۰٫۸۶ متر) و سرعتش نیز ۳۵ گره (۶۴٫۸ کیلومتر بر ساعت) بود. بین سال‌های ۱۹۳۸ تا ۱۹۴۰ ساخته شد